# Dalechampia karsteniana
Dalechampia karsteniana är en törelväxtart som beskrevs av Ferdinand Albin Pax och Käthe Hoffmann. Dalechampia karsteniana ingår i släktet Dalechampia och familjen törelväxter. Inga underarter finns listade i Catalogue of Life.